# Jörgen Mårtensson
Jörgen Mårtensson (4 dicembre 1959) è un orientista svedese.
Due volte vincitore dei campionati mondiali di orientamento, ha vinto anche l'O-Ringen nel 1981 (a 21 anni), 1996 e 1997 (a 37 anni). Inoltre, ha vinto il campionato svedese di maratona alla maratona di Stoccolma nel 1993. Ora in pensione, ha avuto una delle più lunghe carriere d'Orientamento a livello mondiale, prendendo parte a campionati del Mondo per 17 anni.

## Risultati
Campionati mondiali
- Medaglie d'oro (2)
  - 1991 - Distanza classica - Mariánské Lázně, Repubblica Ceca;
  - 1995 - Distanza classica - Detmold, Germania.
- Medaglie d'argento (5)
  - 1981 - Staffetta - Thun, Svizzera;
  - 1985 - Staffetta - Bendigo, Australia;
  - 1989 - Staffetta - Skaraborg, Svezia;
  - 1993 - Distanza classica - West Point (New York), Stati Uniti d'America;
  - 1995 - Corta distanza - Detmold, Germania;
  - 1997 - Distanza classica - Grimstad, Norvegia.
- Medaglie di bronzo (2)
  - 1987 - Staffetta - Gérardmer, Francia;
  - 1995 - Staffetta - Detmold, Germania.